# Большой город (картина Гросса)
«Большой город» (нем. Metropolis) — картина немецкого художника Георга Гросса, написанная в 1916—1917 годах. Картина находится в Музее Тиссен-Борнемиса в Мадриде.

## Описание
Превращение городов в гигантские метрополии было одной из самых любимых тем художников XX в., к которым принадлежал и Георг Гросс. В стремлении запечатлеть эти быстрые перемены Гросс изображает Берлин в самый разгар Первой мировой войны в экспрессионистском стиле с преобладанием красного цвета. В построении сцены использованы приёмы кубизма и футуризма — утрированная перспектива и наложение фигур, — передающие лихорадочный ритм городской жизни. Но в противоположность триумфальному мироощущению других художников, личный фронтовой опыт автора придаёт его произведению апокалиптический характер, выявляя безумие человека и стремление к самоуничтожению.
С приходом нацистов к власти полотно «Метрополис» экспонировалось на выставке «Дегенеративное искусство». Вскоре после этого оно было среди произведений, проданных нацистским режимом в галерею Фишера в Люцерне в рамках сбора средств для программы перевооружения. Затем её купил немецкий дилер Курт Валентин, эмигрировавший в Нью-Йорк, где открыл галерею Бухгольца. Таким образом, «Большой город» попала в США, которые также стали новой родиной Гросса, который выкупил это знаковое произведение, как только художник улучшил своё финансовое положение. Картина некоторое время принадлежала Ричарду Л. Фейгену, после чего оказалась в коллекции Тиссен-Борнемиса.